# Spelartrupper under sydamerikanska U20-mästerskapet i fotboll 2013
Denna artikel innehåller samtliga spelartrupper under sydamerikanska U20-mästerskapet i fotboll 2013 som spelades i Argentina från den 9 januari till 3 februari 2013.

## Argentina
Förbundskapten: Marcelo Trobbiani 
| Nr | Pos. | Namn                   | Födelsedatum (ålder)      | Matcher | Mål |           | Klubb              |
| -- | ---- | ---------------------- | ------------------------- | ------- | --- | --------- | ------------------ |
| 1  | MV   | Walter Benítez         | 19 januari 1993 (19 år)   |         |     | Argentina | Quilmes            |
| 2  | F    | Lisandro Magallán      | 27 september 1993 (19 år) |         |     | Argentina | Boca Juniors       |
| 3  | F    | Carlos Ruiz            | 19 december 1993 (19 år)  |         |     | Argentina | River Plate        |
| 4  | F    | Alan Aguirre           | 13 augusti 1993 (19 år)   |         |     | Argentina | Boca Juniors       |
| 5  | MF   | Matías Kranevitter     | 21 maj 1993 (19 år)       |         |     | Argentina | River Plate        |
| 6  | F    | Jonathan Valle         | 26 januari 1993 (19 år)   |         |     | Argentina | Newell's Old Boys  |
| 7  | A    | Juan Manuel Iturbe     | 4 juni 1993 (19 år)       |         |     | Portugal  | FC Porto           |
| 8  | MF   | Lucas Romero           | 18 april 1994 (18 år)     |         |     | Argentina | Vélez Sársfield    |
| 9  | A    | Luciano Vietto         | 5 december 1993 (19 år)   |         |     | Argentina | Racing Club        |
| 10 | MF   | Alan Ruiz              | 19 augusti 1993 (19 år)   |         |     | Argentina | San Lorenzo        |
| 11 | MF   | Adrián Centurión       | 19 januari 1993 (19 år)   |         |     | Argentina | Racing Club        |
| 12 | MV   | Andrés Mehring         | 19 april 1994 (18 år)     |         |     | Argentina | Colón              |
| 13 | F    | Lautaro Gianetti       | 13 november 1993 (19 år)  |         |     | Argentina | Vélez Sársfield    |
| 14 | F    | Lucas Rodríguez        | 27 september 1993 (19 år) |         |     | Argentina | Argentinos Juniors |
| 15 | MF   | Agustín Allione        | 28 november 1994 (18 år)  |         |     | Argentina | Vélez Sársfield    |
| 16 | MF   | Marcos Fernández       | 20 april 1993 (19 år)     |         |     | Argentina | Colón              |
| 17 | MF   | Manuel Lanzini         | 15 februari 1993 (19 år)  |         |     | Argentina | River Plate        |
| 18 | MF   | Federico Cartabia      | 20 januari 1993 (19 år)   |         |     | Spanien   | Valencia           |
| 19 | MF   | Juan Ignacio Cavallaro | 28 juni 1994 (18 år)      |         |     | Argentina | Unión              |
| 20 | A    | Lucas Melano           | 1 mars 1993 (19 år)       |         |     | Argentina | Belgrano           |
| 21 | F    | Eros Medaglia          | 7 september 1994 (18 år)  |         |     | Argentina | Vélez Sársfield    |
| 22 | MV   | Juan Musso             | 6 maj 1994 (18 år)        |         |     | Argentina | Racing Club        |

## Bolivia
Förbundskapten: Marcelo Barrero 
| Nr | Pos. | Namn                | Födelsedatum (ålder)      | Matcher | Mål |           | Klubb                  |
| -- | ---- | ------------------- | ------------------------- | ------- | --- | --------- | ---------------------- |
| 1  | MV   | Guillermo Viscarra  | 7 februari 1993 (19 år)   |         |     | Brasilien | Vitória                |
| 2  | F    | José Mendoza        | 7 maj 1994 (18 år)        |         |     | Bolivia   | Jorge Wilstermann      |
| 3  | F    | Carlos Añez         | 6 juli 1995 (17 år)       |         |     | Bolivia   | Callejas               |
| 4  | F    | Francisco Rodríguez | 22 augusti 1994 (18 år)   |         |     | Bolivia   | Jorge Wilstermann      |
| 5  | F    | Carlos Paniagua     | 1 mars 1993 (19 år)       |         |     | Spanien   | Sevilla                |
| 6  | MF   | Pedro Azogue        | 6 december 1994 (17 år)   |         |     | Bolivia   | Oriente Petrolero      |
| 7  | MF   | José Muñóz          | 21 september 1994 (18 år) |         |     | Bolivia   | Universitario de Sucre |
| 8  | A    | Ricardo Vaca        | 21 augusti 1994 (18 år)   |         |     | Spanien   | Recreativo de Huelva   |
| 9  | A    | Alex Pontons        | 26 november 1994 (18 år)  |         |     | Italien   | Pro Vercelli           |
| 10 | MF   | Robert Silva        | 12 februari 1994 (18 år)  |         |     | Bolivia   | Universitario de Sucre |
| 11 | MF   | Rodrigo Vargas      | 19 oktober 1994 (18 år)   |         |     | Bolivia   | Oriente Petrolero      |
| 12 | MV   | Diego Zamora        | 12 september 1993 (19 år) |         |     | Bolivia   | Bolívar                |
| 13 | F    | Stalin Taborga      | 13 februari 1994 (18 år)  |         |     | Bolivia   | Bolívar                |
| 14 | F    | Pablo Pedraza       | 10 mars 1995 (17 år)      |         |     | Bolivia   | Blooming               |
| 15 | F    | Alberto Justiniano  | 24 april 1994 (18 år)     |         |     | Bolivia   | Bolívar                |
| 16 | MF   | Danny Bejarano      | 3 januari 1994 (18 år)    |         |     | Bolivia   | Oriente Petrolero      |
| 17 | MF   | Carlos Zabala       | 19 maj 1994 (18 år)       |         |     | Bolivia   | Blooming               |
| 18 | MF   | Luis Hurtado        | 27 september 1993 (19 år) |         |     | Bolivia   | Blooming               |
| 19 | MF   | Gerardo Castellon   | 4 juni 1993 (19 år)       |         |     | Bolivia   | Ciclón                 |
| 20 | MF   | Diego Rodríguez     | 28 augusti 1993 (19 år)   |         |     | Bolivia   | Oriente Petrolero      |
| 21 | F    | Silver Revuelta     | 5 november 1993 (19 år)   |         |     | Bolivia   | Blooming               |
| 22 | MV   | Cristian Salinas    | 9 november 1993 (19 år)   |         |     | Bolivia   | Jorge Wilstermann      |

## Brasilien
Förbundskapten: Emerson Ávila 
| Nr | Pos. | Namn              | Födelsedatum (ålder)     | Matcher | Mål |           | Klubb            |
| -- | ---- | ----------------- | ------------------------ | ------- | --- | --------- | ---------------- |
| 1  | MV   | Luiz Gustavo      | 10 mars 1993 (19 år)     |         |     | Brasilien | Vitória          |
| 2  | F    | Wallace           | 1 maj 1994 (18 år)       |         |     | Brasilien | Fluminense       |
| 3  | F    | Luan              | 10 maj 1993 (19 år)      |         |     | Brasilien | Vasco da Gama    |
| 4  | F    | Dória             | 8 november 1994 (18 år)  |         |     | Brasilien | Botafogo         |
| 5  | MF   | Misael            | 15 juli 1994 (18 år)     |         |     | Brasilien | Grêmio           |
| 6  | F    | Mansur            | 17 april 1993 (19 år)    |         |     | Brasilien | Vitória          |
| 7  | MF   | Mattheus Oliveira | 7 juli 1994 (18 år)      |         |     | Brasilien | Flamengo         |
| 8  | MF   | Adryan            | 10 augusti 1994 (18 år)  |         |     | Brasilien | Flamengo         |
| 9  | A    | Ademilson         | 9 januari 1994 (18 år)   |         |     | Brasilien | São Paulo        |
| 10 | MF   | Felipe Anderson   | 15 april 1993 (19 år)    |         |     | Brasilien | Santos           |
| 11 | A    | Marcos Júnior     | 19 januari 1993 (19 år)  |         |     | Brasilien | Fluminense       |
| 12 | MV   | Matheus           | 10 april 1993 (19 år)    |         |     | Brasilien | Corinthians      |
| 13 | A    | Bruno Mendes      | 2 augusti 1994 (18 år)   |         |     | Brasilien | Botafogo         |
| 14 | F    | Samir             | 5 december 1994 (18 år)  |         |     | Brasilien | Flamengo         |
| 15 | F    | Igor Julião       | 23 augusti 1994 (18 år)  |         |     | Brasilien | Fluminense       |
| 16 | F    | Douglas Santos    | 22 mars 1994 (18 år)     |         |     | Brasilien | Náutico          |
| 17 | MF   | Jadson            | 30 augusti 1993 (19 år)  |         |     | Brasilien | Botafogo         |
| 18 | MF   | Lucas Cândido     | 25 december 1993 (18 år) |         |     | Brasilien | Atlético Mineiro |
| 19 | MF   | Fred              | 5 mars 1993 (19 år)      |         |     | Brasilien | Internacional    |
| 20 | MF   | Rafinha           | 12 februari 1993 (19 år) |         |     | Spanien   | FC Barcelona     |
| 21 | A    | Leandro           | 12 maj 1993 (19 år)      |         |     | Brasilien | Grêmio           |
| 22 | MV   | Jordi             | 3 september 1993 (19 år) |         |     | Brasilien | Vasco da Gama    |

## Chile
Förbundskapten: Mario Salas 
| Nr | Pos. | Namn                | Födelsedatum (ålder)     | Matcher | Mål |          | Klubb                |
| -- | ---- | ------------------- | ------------------------ | ------- | --- | -------- | -------------------- |
| 1  | MV   | Darío Melo          | 24 mars 1993 (19 år)     | 13      | 0   | Chile    | Palestino            |
| 2  | F    | Felipe Campos       | 8 november 1993 (19 år)  | 6       | 0   | Chile    | Palestino            |
| 3  | F    | Alejandro Contreras | 3 mars 1993 (19 år)      | 1       | 0   | Chile    | Palestino            |
| 4  | F    | Valber Huerta       | 26 augusti 1993 (19 år)  | 7       | 0   | Chile    | Universidad de Chile |
| 5  | F    | Igor Lichnovsky     | 7 mars 1994 (18 år)      | 9       | 1   | Chile    | Universidad de Chile |
| 6  | MF   | Sebastián Martínez  | 6 juni 1993 (19 år)      | 8       | 0   | Chile    | Universidad de Chile |
| 7  | A    | Diego Rubio         | 15 maj 1993 (19 år)      | 11      | 4   | Portugal | Sporting CP          |
| 8  | F    | Andrés Robles       | 7 maj 1994 (18 år)       | 5       | 0   | Chile    | Santiago Wanderers   |
| 9  | A    | Felipe Mora         | 2 augusti 1993 (19 år)   | 1       | 0   | Chile    | Audax Italiano       |
| 10 | MF   | Nicolás Maturana    | 8 juli 1993 (19 år)      | 8       | 1   | Chile    | Universidad de Chile |
| 11 | MF   | Franco Ragusa       | 22 juli 1993 (19 år)     | 1       | 0   | Chile    | Everton              |
| 12 | MV   | Brayan Cortés       | 11 mars 1995 (17 år)     | 0       | 0   | Chile    | Deportes Iquique     |
| 13 | F    | Manuel Bravo        | 15 februari 1993 (19 år) | 7       | 0   | Chile    | Colo-Colo            |
| 14 | MF   | Bryan Rabello       | 16 maj 1994 (18 år)      | 14      | 5   | Spanien  | Sevilla              |
| 15 | MF   | Cristian Cuevas     | 2 april 1995 (17 år)     | 11      | 3   | Chile    | O'Higgins            |
| 16 | MF   | César Fuentes       | 12 maj 1993 (19 år)      | 5       | 0   | Chile    | O'Higgins            |
| 17 | MF   | Diego Rojas         | 15 februari 1995 (17 år) | 4       | 0   | Chile    | Universidad Católica |
| 18 | A    | Nicolás Castillo    | 14 februari 1993 (19 år) | 14      | 11  | Chile    | Universidad Católica |
| 19 | F    | Mario Larenas       | 27 juli 1993 (19 år)     | 2       | 0   | Chile    | Unión Española       |
| 20 | MF   | Claudio Baeza       | 23 december 1993 (18 år) | 2       | 0   | Chile    | Colo-Colo            |
| 21 | MF   | Ignacio Caroca      | 2 november 1993 (19 år)  | 2       | 0   | Chile    | Colo-Colo            |
| 22 | MV   | Lawrence Vigouroux  | 19 november 1993 (19 år) | 1       | 0   | England  | Tottenham Hotspur    |

## Colombia
Förbundskapten: Carlos Restrepo 
| Nr | Pos. | Namn                   | Födelsedatum (ålder)     | Matcher | Mål |           | Klubb                   |
| -- | ---- | ---------------------- | ------------------------ | ------- | --- | --------- | ----------------------- |
| 1  | MV   | Cristian Bonilla       | 2 juni 1993 (19 år)      |         |     | Colombia  | Atlético Nacional       |
| 2  | F    | Jherson Vergara        | 26 maj 1994 (18 år)      |         |     | Colombia  | Universitario Popayán   |
| 3  | F    | Deivy Balanta          | 9 februari 1993 (19 år)  |         |     | Colombia  | Alianza Petrolera       |
| 4  | F    | Andrés Correa          | 29 januari 1994 (18 år)  |         |     | Colombia  | Independiente Medellín  |
| 5  | F    | Felipe Aguilar         | 20 januari 1993 (19 år)  |         |     | Colombia  | Atlético Nacional       |
| 6  | MF   | José Leudo             | 9 november 1993 (19 år)  |         |     | Argentina | Estudiantes de La Plata |
| 7  | A    | Mauricio Cuero         | 28 januari 1993 (19 år)  |         |     | Colombia  | La Equidad              |
| 8  | MF   | Cristian Higuita       | 12 januari 1994 (18 år)  |         |     | Colombia  | Deportivo Cali          |
| 9  | A    | John Córdoba           | 10 maj 1993 (19 år)      |         |     | Mexiko    | Jaguares                |
| 10 | MF   | Juan Fernando Quintero | 18 januari 1993 (19 år)  |         |     | Italien   | Pescara                 |
| 11 | MF   | Cristian Palomeque     | 2 april 1994 (18 år)     |         |     | Colombia  | Atlético Nacional       |
| 12 | MV   | Luis Hurtado           | 24 januari 1994 (18 år)  |         |     | Colombia  | Deportivo Cali          |
| 13 | F    | Helibelton Palacios    | 11 juni 1993 (19 år)     |         |     | Colombia  | Barranquilla FC         |
| 14 | MF   | Sebastián Pérez        | 29 mars 1993 (19 år)     |         |     | Colombia  | Atlético Nacional       |
| 15 | MF   | Juan Nieto             | 25 februari 1993 (19 år) |         |     | Colombia  | Alianza Petrolera       |
| 16 | MF   | Luis Mena              | 20 maj 1994 (18 år)      |         |     | Colombia  | Boyacá Chicó FC         |
| 17 | A    | Harrison Mojica        | 17 februari 1993 (19 år) |         |     | Colombia  | Deportivo Cali          |
| 18 | F    | Julián Figueroa        | 29 januari 1993 (19 år)  |         |     | Colombia  | Envigado                |
| 19 | A    | Miguel Borja           | 26 januari 1993 (19 år)  |         |     | Colombia  | Tuluá                   |
| 20 | A    | Brayan Perea           | 5 februari 1993 (19 år)  |         |     | Colombia  | Deportivo Cali          |
| 21 | F    | Yair Ibargüen          | 2 maj 1993 (19 år)       |         |     | Paraguay  | Olimpia                 |
| 22 | MV   | Jair Mosquera          | 2 maj 1993 (19 år)       |         |     | Colombia  | Barranquilla FC         |

## Ecuador
Förbundskapten: Julio César Rosero 
| Nr | Pos. | Namn                       | Födelsedatum (ålder)      | Matcher | Mål |         | Klubb                    |
| -- | ---- | -------------------------- | ------------------------- | ------- | --- | ------- | ------------------------ |
| 1  | MV   | Auro                       | 7 maj 1993 (19 år)        |         |     | Ecuador | Manta                    |
| 2  | F    | Luis Leon                  | 11 april 1993 (19 år)     |         |     | Ecuador | Independiente José Terán |
| 3  | F    | Marlon Mejía               | 21 september 1994 (18 år) |         |     | Ecuador | Emelec                   |
| 4  | F    | Marcos Cabrera             | 4 februari 1993 (19 år)   |         |     | Ecuador | Deportivo Cuenca         |
| 5  | MF   | Eddy Corozo                | 28 juni 1994 (18 år)      |         |     | Ecuador | Emelec                   |
| 6  | F    | Cristian Ramírez           | 12 augusti 1994 (18 år)   |         |     | Ecuador | Independiente José Terán |
| 7  | MF   | Carlos Gruezo              | 19 april 1995 (17 år)     |         |     | Ecuador | Barcelona                |
| 8  | A    | José Francisco Cevallos Jr | 18 januari 1995 (17 år)   |         |     | Ecuador | LDU Quito                |
| 9  | A    | Miguel Parrales            | 26 december 1995 (16 år)  |         |     | Ecuador | Manta                    |
| 10 | MF   | Jonny Uchuari              | 19 januari 1994 (18 år)   |         |     | Ecuador | LDU Loja                 |
| 11 | MF   | Jacob Murillo              | 31 mars 1993 (19 år)      |         |     | Ecuador | Olmedo                   |
| 12 | MV   | Darwin Cuero               | 15 oktober 1994 (18 år)   |         |     | Ecuador | El Nacional              |
| 13 | F    | Luis Ayala                 | 24 september 1993 (19 år) |         |     | Ecuador | Macará                   |
| 14 | F    | Pedro Velasco              | 29 juni 1993 (19 år)      |         |     | Ecuador | Barcelona                |
| 15 | MF   | Steven Arboleda            | 16 februari 1994 (18 år)  |         |     | Ecuador | Independiente José Terán |
| 16 | F    | Anderson Ordóñez           | 29 januari 1994 (18 år)   |         |     | Ecuador | Barcelona                |
| 17 | MF   | Junior Sornoza             | 28 januari 1994 (18 år)   |         |     | Ecuador | Independiente José Terán |
| 18 | MF   | Cristian Oña               | 23 januari 1993 (19 år)   |         |     | Ecuador | Independiente José Terán |
| 19 | A    | José Gutiérrez             | 3 mars 1993 (19 år)       |         |     | Ecuador | LDU Quito                |
| 20 | A    | Angel Ledesma              | 22 juni 1993 (19 år)      |         |     | Ecuador | Macará                   |
| 21 | A    | Ely Esterilla              | 6 februari 1993 (19 år)   |         |     | Mexiko  | Santos Laguna            |
| 22 | MV   | Hamilton Piedra            | 20 februari 1993 (19 år)  |         |     | Ecuador | Deportivo Cuenca         |

## Paraguay
Förbundskapten: Víctor Genés 
| Nr | Pos. | Namn              | Födelsedatum (ålder)     | Matcher | Mål |          | Klubb          |
| -- | ---- | ----------------- | ------------------------ | ------- | --- | -------- | -------------- |
| 1  | MV   | Diego Morel       | 5 maj 1993 (19 år)       |         |     | Paraguay | Libertad       |
| 2  | F    | Miller Mareco     | 31 januari 1994 (18 år)  |         |     | Paraguay | Libertad       |
| 3  | F    | Teodoro Paredes   | 1 april 1993 (19 år)     |         |     | Paraguay | Cerro Porteño  |
| 4  | F    | Junior Alonso     | 11 februari 1993 (19 år) |         |     | Paraguay | Cerro Porteño  |
| 5  | F    | Gustavo Gómez     | 6 maj 1993 (19 år)       |         |     | Paraguay | Libertad       |
| 6  | MF   | Iván Ramírez      | 8 december 1994 (17 år)  |         |     | Paraguay | Libertad       |
| 7  | MF   | Danilo Santacruz  | 12 juni 1995 (17 år)     |         |     | Paraguay | Libertad       |
| 8  | MF   | Ángel Cardozo     | 19 oktober 1994 (18 år)  |         |     | Paraguay | Rubio Ñu       |
| 9  | A    | Cecilio Domínguez | 22 juli 1993 (19 år)     |         |     | Paraguay | Sol de América |
| 10 | A    | Derlis González   | 20 maj 1994 (18 år)      |         |     | Portugal | Benfica B      |
| 11 | MF   | Rodrigo Alborno   | 12 augusti 1993 (19 år)  |         |     | Italien  | Novara         |
| 12 | MV   | Alejandro Bogado  | 28 juli 1994 (18 år)     |         |     | Paraguay | Guaraní        |
| 13 | MF   | Gustavo Viera     | 28 augusti 1995 (17 år)  |         |     | Paraguay | Rubio Ñu       |
| 14 | F    | Rubén Monges      | 6 februari 1993 (19 år)  |         |     | Paraguay | Libertad       |
| 15 | MF   | Robert Piris      | 25 maj 1994 (18 år)      |         |     | Paraguay | Rubio Ñu       |
| 16 | MF   | Miguel Almirón    | 13 november 1993 (19 år) |         |     | Paraguay | Cerro Porteño  |
| 17 | F    | Jorge Balbuena    | 7 juni 1993 (19 år)      |         |     | Paraguay | Cerro Porteño  |
| 18 | MF   | Jorge Rojas       | 7 januari 1993 (19 år)   |         |     | Paraguay | Cerro Porteño  |
| 19 | F    | Matías Pérez      | 4 januari 1994 (18 år)   |         |     | Paraguay | Nacional       |
| 20 | A    | Juan Villamayor   | 30 juni 1993 (19 år)     |         |     | Paraguay | Libertad       |
| 21 | A    | Brian Montenegro  | 10 juni 1993 (19 år)     |         |     | Paraguay | Tacuary        |
| 22 | MV   | Armando Vera      | 4 februari 1993 (19 år)  |         |     | Paraguay | Libertad       |

## Peru
Förbundskapten: Daniel Ahmed 
| Nr | Pos. | Namn               | Födelsedatum (ålder)      | Matcher | Mål |           | Klubb                     |
| -- | ---- | ------------------ | ------------------------- | ------- | --- | --------- | ------------------------- |
| 1  | MV   | Andy Vidal         | 23 augusti 1994 (18 år)   |         |     | Peru      | Sporting Cristal          |
| 2  | F    | Carlos Patrón      | 30 mars 1993 (19 år)      |         |     | Peru      | Universitario de Deportes |
| 3  | F    | Marcos Ortiz       | 27 mars 1993 (19 år)      |         |     | Peru      | Sporting Cristal          |
| 4  | F    | Renato Tapia       | 28 juli 1995 (17 år)      |         |     | Peru      | Esther Grande             |
| 5  | F    | Miguel Araujo      | 24 oktober 1994 (18 år)   |         |     | Peru      | Sport Huancayo            |
| 6  | MF   | Hernán Hinostroza  | 21 december 1993 (18 år)  |         |     | Belgien   | Zulte Waregem             |
| 7  | F    | Claudio Torrejón   | 14 maj 1993 (19 år)       |         |     | Peru      | Sporting Cristal          |
| 8  | MF   | Rafael Guarderas   | 12 september 1993 (19 år) |         |     | Peru      | Universitario de Deportes |
| 9  | A    | Iván Bulos         | 20 maj 1993 (19 år)       |         |     | Belgien   | Sint-Truidense            |
| 10 | A    | Víctor Cedrón      | 6 oktober 1993 (19 år)    |         |     | Peru      | Universidad César Vallejo |
| 11 | A    | Andy Polo          | 29 september 1994 (18 år) |         |     | Peru      | Universitario de Deportes |
| 12 | MV   | Ángelo Campos      | 27 april 1993 (19 år)     |         |     | Peru      | Alianza Lima              |
| 13 | F    | Diego Chávez       | 7 mars 1993 (19 år)       |         |     | Peru      | Universitario de Deportes |
| 14 | A    | Cristian Benavente | 19 maj 1994 (18 år)       |         |     | Spanien   | Real Madrid               |
| 15 | MF   | Edison Flores      | 15 maj 1994 (18 år)       |         |     | Spanien   | Villarreal B              |
| 16 | F    | Max Barrios        | 15 september 1995 (17 år) |         |     | Peru      | Juan Aurich               |
| 17 | A    | Yordy Reyna        | 17 september 1993 (19 år) |         |     | Peru      | Alianza Lima              |
| 18 | A    | Jean Deza          | 9 juni 1993 (19 år)       |         |     | Slovakien | MŠK Žilina                |
| 19 | MF   | Wilder Cartagena   | 23 september 1994 (18 år) |         |     | Peru      | Alianza Lima              |
| 20 | F    | Edwin Gómez        | 4 mars 1993 (19 år)       |         |     | Peru      | León de Huánuco           |
| 21 | MF   | Raziel García      | 15 februari 1994 (18 år)  |         |     | Peru      | Universidad San Martín    |
| 22 | MV   | Patricio Álvarez   | 24 januari 1994 (18 år)   |         |     | Peru      | Universitario de Deportes |

## Uruguay
Förbundskapten: Juan Verzeri 
| Nr | Pos. | Namn                   | Födelsedatum (ålder)    | Matcher | Mål |               | Klubb             |
| -- | ---- | ---------------------- | ----------------------- | ------- | --- | ------------- | ----------------- |
| 1  | MV   | Mathías Cubero         | 15 januari 1994 (18 år) |         |     | Uruguay       | CA Cerro          |
| 2  | F    | Emiliano Velázquez     | 30 april 1994 (18 år)   |         |     | Uruguay       | Danubio           |
| 3  | F    | Gastón Silva           | 5 mars 1994 (18 år)     |         |     | Uruguay       | Defensor Sporting |
| 4  | F    | Guillermo Varela       | 24 mars 1993 (19 år)    |         |     | Uruguay       | CA Peñarol        |
| 5  | MF   | Jim Varela             | 17 oktober 1994 (18 år) |         |     | Uruguay       | CA Peñarol        |
| 6  | F    | Fabricio Formiliano    | 13 januari 1993 (19 år) |         |     | Uruguay       | Danubio           |
| 7  | MF   | Leonardo Pais          | 7 juli 1994 (18 år)     |         |     | Uruguay       | Defensor Sporting |
| 8  | MF   | Sebastián Cristóforo   | 23 augusti 1993 (19 år) |         |     | Uruguay       | CA Peñarol        |
| 9  | A    | Diego Rolán            | 24 mars 1993 (19 år)    |         |     | Uruguay       | Defensor Sporting |
| 10 | A    | Renato César           | 16 augusti 1993 (19 år) |         |     | Uruguay       | Nacional          |
| 11 | MF   | Rodrigo Aguirre        | 1 oktober 1994 (18 år)  |         |     | Uruguay       | Liverpool FC      |
| 12 | MV   | Guillermo de Amores    | 19 oktober 1994 (18 år) |         |     | Uruguay       | Liverpool FC      |
| 13 | MF   | Diego Laxalt           | 2 juli 1993 (19 år)     |         |     | Uruguay       | Defensor Sporting |
| 14 | A    | Gonzalo Bueno          | 16 januari 1993 (19 år) |         |     | Uruguay       | Nacional          |
| 15 | MF   | Matías Abisab          | 9 oktober 1993 (19 år)  |         |     | Uruguay       | CA Bella Vista    |
| 16 | F    | Maximiliano Moreira    | 6 november 1994 (18 år) |         |     | Uruguay       | Nacional          |
| 17 | F    | Gianni Rodríguez       | 6 juli 1994 (18 år)     |         |     | Uruguay       | Danubio           |
| 18 | MF   | Giorgian de Arrascaeta | 6 januari 1994 (18 år)  |         |     | Uruguay       | Defensor Sporting |
| 19 | A    | Rubén Bentancourt      | 2 mars 1993 (19 år)     |         |     | Nederländerna | PSV Eindhoven     |
| 20 | A    | Nicolás López          | 1 oktober 1993 (19 år)  |         |     | Italien       | AS Roma           |
| 21 | MV   | Washington Aguerre     | 23 april 1993 (19 år)   |         |     | Uruguay       | CA Peñarol        |
| 22 | F    | Maximiliano Amondarain | 22 januari 1993 (19 år) |         |     | Uruguay       | CA Progreso       |

## Venezuela
Förbundskapten: Marcos Mathias 
| Nr | Pos. | Namn             | Födelsedatum (ålder)     | Matcher | Mål |           | Klubb                |
| -- | ---- | ---------------- | ------------------------ | ------- | --- | --------- | -------------------- |
| 1  | MV   | José Contreras   | 20 oktober 1994 (18 år)  | 4       | 0   | Venezuela | Aragua               |
| 2  | F    | Wilker Ángel     | 18 mars 1993 (19 år)     | 7       | 0   | Venezuela | Deportivo Táchira    |
| 3  | F    | Víctor Sifontes  | 21 oktober 1993 (19 år)  | 6       | 0   | Venezuela | Trujillanos          |
| 4  | MF   | Víctor García    | 11 juni 1994 (18 år)     | 7       | 0   | Venezuela | Real Esppor          |
| 5  | F    | Gilbert Guerra   | 2 april 1993 (19 år)     | 5       | 0   | Venezuela | Yaracuyanos          |
| 6  | F    | Edwin Peraza     | 11 mars 1993 (19 år)     | 5       | 0   | Venezuela | Caracas              |
| 7  | MF   | Robert Hernández | 1 februari 1994 (18 år)  | 5       | 0   | Venezuela | Deportivo Anzoátegui |
| 8  | MF   | Robert Garcés    | 5 april 1993 (19 år)     | 7       | 0   | Venezuela | Deportivo Anzoátegui |
| 9  | A    | Manuel Arteaga   | 17 juni 1994 (18 år)     | 6       | 3   | Italien   | Parma                |
| 10 | A    | Juan Pablo Añor  | 24 januari 1994 (18 år)  | 0       | 0   | Spanien   | Málaga B             |
| 11 | A    | Darwin Machís    | 7 februari 1993 (19 år)  | 0       | 0   | Spanien   | Granada              |
| 12 | MV   | Eduardo Herrera  | 6 juni 1993 (19 år)      | 1       | 0   | Venezuela | Atlético El Vigía    |
| 13 | F    | Leonardo Terán   | 9 mars 1993 (19 år)      | 5       | 0   | Venezuela | Caracas              |
| 14 | F    | Javier Bolívar   | 10 maj 1993 (19 år)      | 6       | 0   | Venezuela | Tucanes              |
| 15 | MF   | José Peraza      | 14 april 1994 (18 år)    | 6       | 0   | Venezuela | Caracas              |
| 16 | F    | Luis Morgillo    | 15 juni 1993 (19 år)     | 1       | 0   | Venezuela | Real Esppor          |
| 17 | A    | Josef Martínez   | 19 maj 1993 (19 år)      | 3       | 1   | Schweiz   | Young Boys           |
| 18 | MF   | Edson Castillo   | 18 maj 1994 (18 år)      | 1       | 0   | Venezuela | Mineros de Guayana   |
| 19 | A    | José Romo        | 6 december 1993 (18 år)  | 7       | 2   | Venezuela | Llaneros             |
| 20 | MF   | Renzo Zambrano   | 26 augusti 1994 (18 år)  | 7       | 1   | Venezuela | Monagas              |
| 21 | A    | Jesús Hernández  | 6 januari 1993 (19 år)   | 7       | 0   | Venezuela | Deportivo Anzoátegui |
| 22 | MV   | Luis Lugo        | 17 december 1993 (18 år) | 0       | 0   | Venezuela | Real Esppor          |